# San Gervasio Bresciano
San Gervasio Bresciano – miejscowość i gmina we Włoszech, w regionie Lombardia, w prowincji Brescia.
Według danych na rok 2004 gminę zamieszkiwało 1476 osób, 147,6 os./km².